# Dimitris Avramopoulos
Dimitris Avramopoulos, född 6 juni 1953 i Aten, är en grekisk diplomat och politiker. Han företräder det liberalkonservativa partiet Ny demokrati och är dess vice ordförande sedan 2010. 
Avramopoulos har ingått i flera grekiska regeringar och har varit turistminister 2004–2007, socialminister 2007–2009, utrikesminister 2012–2013 och försvarsminister 2013–2014. Han var 2014–2019 EU-kommissionär med ansvar för inrikes frågor i kommissionen Juncker. 
Avramopoulos var diplomat på grekiska utrikesministeriet från 1980 till 1993 då han valdes in i det grekiska parlamentet. Han var borgmästare i Aten 1995–2002. Han har en examen i juridik och statsvetenskap från Atens universitet och en masterutbildning i europeiska studier från Université Libre de Bruxelles.